# Jesús Adolfo García Sainz
Jesús Adolfo García Sáinz (Ciudad de México, 10 de marzo de 1952) es un médico, bioquímico, catedrático, investigador y académico mexicano. Se ha especializado en el campo de la Fisiología celular.

## Estudios y docencia
Realizó sus primeros estudios en el Colegio Cristóbal Colón y en la preparatoria La Salle. En 1976 obtuvo la licenciatura en la Facultad de Medicina de la Universidad Nacional Autónoma de México (UNAM). Ingresó a la Facultad de Química para cursar una maestría y un doctorado en Bioquímica. Realizó un curso de posdoctorado en la Universidad Brown.
Desde 1972 ha sido profesor del Departamento de Bioquímica de la UNAM. En 2005 fue nombrado miembro de la Junta Directiva de la Universidad Autónoma Metropolitana.

## Investigador y académico
Desde 1980 es investigador del Instituto de Fisiología Celular de la UNAM, fue jefe del Departamento de Bioenergética de 1983 a 2001 y director de 2001 a 2009. Es investigador nivel III del Sistema Nacional de Investigadores. Es miembro del Consejo Consultivo de Ciencias de la Presidencia de la República.
Ha realizado estudios sobre la función de los receptores acoplados a proteínas G y la interacción con sistemas de traducción de diferentes receptores androgénicos, los cuales han ayudado a la comprensión de las acciones de la adrenalina y se han difundido en libros de Endocrinología y Farmacología. Por otra parte ha realizado investigaciones sobre el mecanismo celular de acción de la toxina pertussis producida por la Bordetella pertussis que provoca la tos ferina. Es considerado uno de los pioneros en el campo de la transducción de señales/mecanismos de acción de receptores para hormonas y neurotransmisores. Ha publicado más de doscientos artículos de divulgación científica y su obra ha sido citada en casi cinco mil ocasiones.

## Premios y distinciones
A lo largo de su trayectoria profesional ha recibido diversos premios y distinciones:
- Medalla “Gabino Barreda” por la Universidad Nacional Autónoma de México en 1978 y 1982 por sus promedios académicos durante sus estudios de maestría y doctorado.
- Premio “Dr. Eduardo Liceaga”  por la Academia Nacional de Medicina de México en 1984.
- Distinción Universidad Nacional para Jóvenes Académicos por la Universidad Nacional Autónoma de México en 1990.
- Premio “Miguel Alemán Valdés” en el área de Salud por la Fundación Miguel Alemán en 1985.
- Premio Puebla de Ciencia y Tecnología en 1985.
- Beca Guggenheim por la John Simon Guggenheim Memorial Foundation de 1985 a 1986.
- Premio de Ciencias Naturales por la Academia de la Investigación Científica en 1986.
- Premio “Manuel Noriega” por la Organización de Estados Americanos (OEA) en 1990.
- Premio “Maximiliano Ruiz Castañeda” por la Academia Nacional de Medicina de México en 1993.
- Premio Universidad Nacional en el área de Investigación en Ciencias Naturales por la Universidad Nacional Autónoma de México en 1993.
- Premio Nacional de Ciencias y Artes en el área de Ciencias Físico-Matemáticas y Naturales por la Secretaría de Educación Pública en 1997.
- Premio Canifarma otorgado por la Cámara Nacional de la Industria Farmacéutica en 1998.
- Premio al Mérito de la Excelencia Académica por la Escuela de Medicina Tominaga Nakamoto en 2001.
- Premio “El Potosí” otorgado por el Instituto Potosino de Investigación Científica y Tecnológica en 2003.
- Premio “Ricardo J. Zevada” por el Consejo Nacional de Ciencia y Tecnología en 2004.
- Premio Ciudad Capital “Heberto Castillo Martínez” por el Gobierno del Distrito Federal en 2009.
- Investigador Emérito por el Consejo Universitario de la UNAM desde 2011.